# アントニオ・ルイス＝ピポー
アントニオ・ルイス＝ピポー（Antonio Ruiz-Pipó、1934年4月27日 - 1997年10月13日）は、スペインの作曲家でピアニスト。名を Antonio Ruiz Pipó と表記する文献（いわゆる複合姓でなくなる）もある。Naxosはアントニオ・ルイス＝ピポと表記する。

## 生涯
スペインのグラナダで生まれた。スペイン内戦による1941年の父親の死後、ルイス＝ピポーが7歳のとき、一家はバルセロナに転居した。バルセロナ修道院付属音楽学校で作曲家のアントニ＝ペレス・モヤに師事して音楽の勉強を始め、グレゴリオ聖歌、和声学、音楽理論、室内楽とカタロニア語を学んだ。1948年にはマヌエル・デ・ファリャのサークルのメンバーになった。1948年から1950年まで、フランク・マーシャル・アカデミーでアリシア・デ・ラローチャにピアノを、ホセ・セルコスに作曲を学んだ。1949年にグラナダでピアノ演奏のデビューを果たした。
1951年にパリへ留学し、エコール・ノルマルでピアノをイヴ・ナットとアルフレッド・コルトーに学び、コルトーの晩年の弟子となった。作曲はサルバドール・バカリッセとモーリス・オアナ、ブラカフォリに学んだ。

親しい友人ナルシソ・イエペスのために1958年に作曲した『歌と踊り 第1番』が、ルイス＝ピポーの名を世に広めることになった。

1964年、パリのサルガボでナルシソイエペスがRequilorioを初演した。
1975年作曲のギターと管弦楽のための『タブラス』は、1968年にスペイン国営放送からの委嘱によって着手され、1971年にイエペスによって初演された後、1972年に「スケルツァンド」（第2楽章）を追加して4楽章構成に落ち着いた。曲の献呈を受けたのは、スペインのすぐれた作曲家・指揮者・音楽批評家、エンリケ・フランコであった。音楽評論家の濱田滋郎は作曲者の故郷アンダルシアの民俗音楽のエッセンスが出ているが、素材は現代の感性と知性をもつ音楽家によって充分に噛みこなされ、個性の息吹きを通わされている、と評した。題名《タブラス　Tablas》はスペイン語で「板」、それもいろいろな色調をもつ陶製の板である。管弦楽が「板」にあたり、ギターが性格的な絵筆となって、その上に色彩をほどこしていく。これは ＜ギター協奏曲＞ ではなく、ギターと管弦楽のための ＜協奏的な作品＞ です。この作品を最初ギタリストたちに見せたとき、テューバ、トロンボーン、ホルン、トランペットなどをかなり豪勢に使っているので、これではギターが聞こえないだろうと言われました。けれど、マドリードで初演されたとき、もちろんマイクなしのギターでよく聴きとれたものです。これまでのギター協奏曲では、オーケストラをなるべく小ぢんまりと考え、弦楽または管楽だけにするとか、あるいはオアナのように打楽器を活用するとかでした。この曲は、編成が大きいにもかかわらず（オアナのように）打楽器を用いていません。もしかすると独善かもしれませんが、私には打楽器の強さはギターのもつ力を殺すように思われたからです、とルイス＝ピポーは濱田氏に語った(濱田氏によるジャケット解説)。

音楽教師としてはパリのエコールノルマル音楽院、パリ国立高等音楽・舞踊学校の教授として活動した。

演奏家としては、ロンドン・フィルハーモニー管弦楽団、ラムルー管弦楽団（現コンセール・ラムルー）、ガリシア王立フィルハーモニー、シュトゥットガルト・フィルハーモニー管弦楽団などと共演している。

1976年5月、ピアノ演奏会のため日本を訪れ、ルイス＝ピポーは、故郷スペインの古典や近代の楽曲を演奏した。

1979年、フランス国籍を取得した。

1997年、パリでがんにより死去した。

## 主要作品
- 組曲『グロテスカ』（1950年）
- ギターと管弦楽のための『タブラス』（1975年）
- ギターとオーケストラのための協奏曲『トレス・エン・ラヤ』(1979年)
- 歌と踊り（第1番 - 第6番）
- カベソンへのオマージュ（ギター曲）
- ヴィラ=ロボスへのオマージュ（ギター曲）
- A・デ・ムダラへのオマージュ(ティエントによるティエント)（ギター曲）
- 二人のために（ギター曲）
- 自由な歌とフロレオ（ギター曲）
- 3つの絵画（ギター曲）
- 前奏曲第1集（ギター曲）
- 前奏曲第2集（ギター曲）
- 前奏曲とトッカータ（ギター曲）
- ギターとオーケストラのための協奏曲第3番『ナルシソ・イエペスの思い出』
- ディファレンシアス（弦楽四重奏曲）
- カタルーニャ(カタロニア)の主題による変奏曲（ピアノ曲）(1991年)
- ガリシアのテーマによる変奏曲(ピアノ曲)(1984年)
- ３つの小品(ピアノ曲)

出典：